# Hoàng Anh Tuấn (vận động viên)
Hoàng Anh Tuấn (sinh ngày 12 tháng 2 năm 1985 tại Quế Võ, Bắc Ninh) là một vận động viên môn cử tạ người Việt Nam.

## Thành tích
Ở hạng cân 56 kg, Tuấn đã nhiều lần vô địch Việt Nam. Tuy nhiên, anh được mọi người chú ý sau khi liên tục đạt thành tích cao trong năm 2005: huy chương vàng (tổng 2 nội dung), 2 huy chương bạc (nội dung cử giật và cử đẩy) ở giải vô địch cử tạ trẻ thế giới; 1 huy chương vàng (tổng 2 nội dung), 1 huy chương bạc, 1 huy chương đồng ở giải vô địch châu Á ; 1 huy chương bạc (cử giật), 1 huy chương đồng (cử đẩy) ở giải vô địch thế giới.
Ngày 2 tháng 12 năm 2006, tại Đại hội Thể thao châu Á 2006 (Doha, Qatar), anh đã đoạt huy chương bạc ở hạng cân 56 kg. Đây là huy chương đầu tiên của đoàn thể thao Việt Nam.
Ngày 10 tháng 8 năm 2008, Hoàng Anh Tuấn đạt huy chương bạc Olympic Bắc Kinh môn cử tạ hạng 56 kg với tổng thành tích 290 kg ở hai nội dung cử đẩy và cử giật, chỉ kém vận động viên giành huy chương vàng 2 kg. Đây là huy chương thứ hai của Việt Nam giành được tại các kỳ Thế vận hội, sau tấm huy chương đầu tiên của Trần Hiếu Ngân giành được tại Olympic Sydney.

## Cấm thi đấu 2 năm
Hoàng Anh Tuấn đã bị cấm thi đấu hai năm kể từ ngày 18 tháng 9 năm 2010 vì bị dương tính với oxilofrine, một loại chất nằm trong danh mục cấm của Liên đoàn cử tạ thế giới.
Năm 2012, Hoàng Anh Tuấn trở lại và giành HCV ở Giải vô địch cử tạ quốc gia 2012